# Церковь Посещения (Иерусалим)
Церковь Посещения Пресвятой Девы Марии — католическая церковь, расположенная в западном пригороде Иерусалима Эйн-Карем. Церковь действующая, принадлежит Кустодии Святой Земли ордена францисканцев. Создана итальянским архитектором Антонио Барлуцци. На этом месте, по преданию, находился загородный дом праведных Захарии и Елисаветы, родителей Иоанна Крестителя.
С этим местом традиция связывает евангельский эпизод посещения Девой Марией Своей родственницы Елисаветы, описанный в Евангелии от Луки.

 Встав же Мария во дни сии, с поспешностью пошла в нагорную страну, в город Иудин, и вошла в дом Захарии, и приветствовала Елисавету. Когда Елисавета услышала приветствие Марии, взыграл младенец во чреве её; и Елисавета исполнилась Святаго Духа, и воскликнула громким голосом, и сказала: благословенна Ты между женами, и благословен плод чрева Твоего! И откуда это мне, что пришла Матерь Господа моего ко мне? Ибо когда голос приветствия Твоего дошёл до слуха моего, взыграл младенец радостно во чреве моем. И блаженна Уверовавшая, потому что совершится сказанное Ей от Господа.
— Лк. 1:39-45

## Расположение

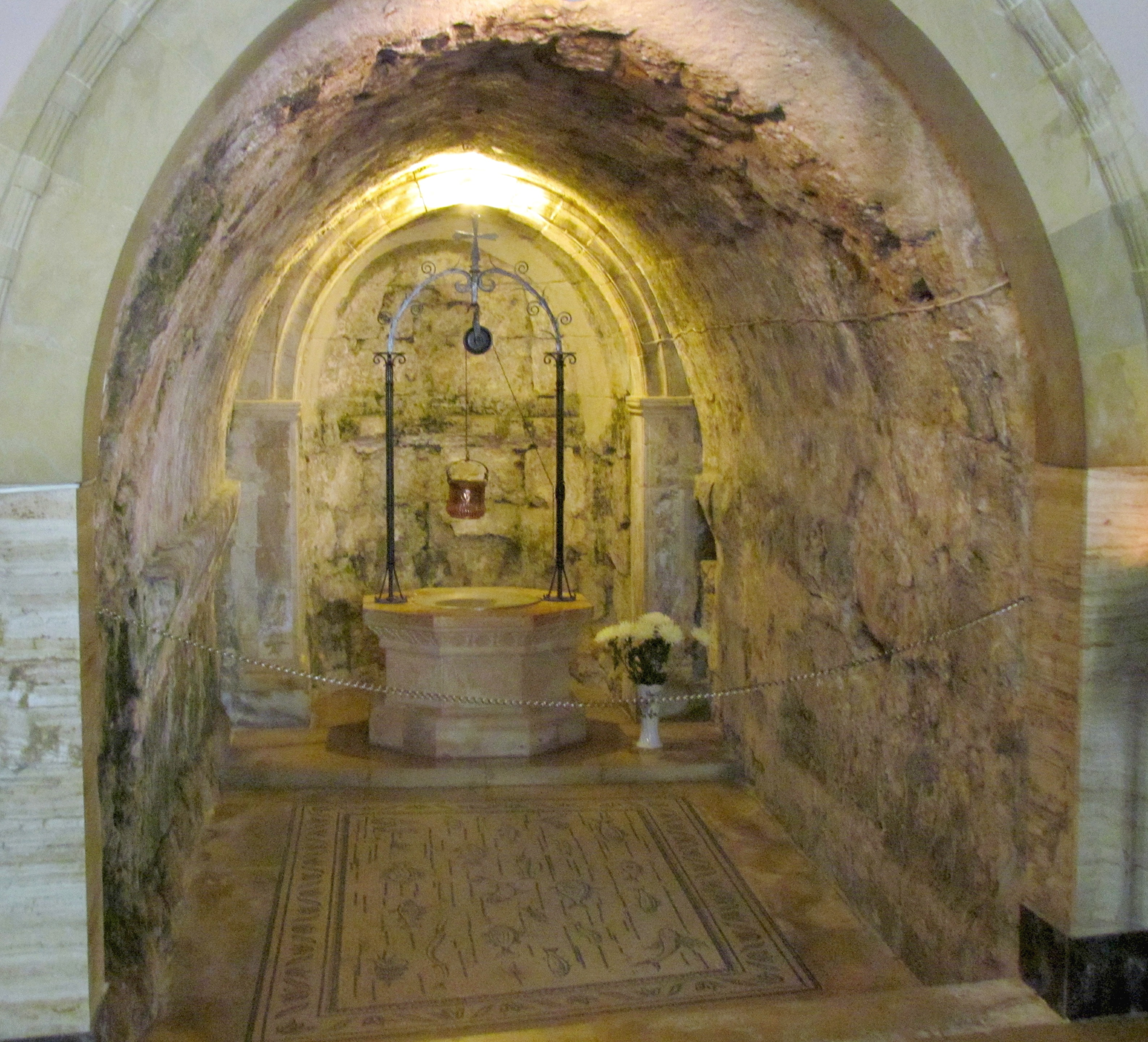
Грот с колодцем

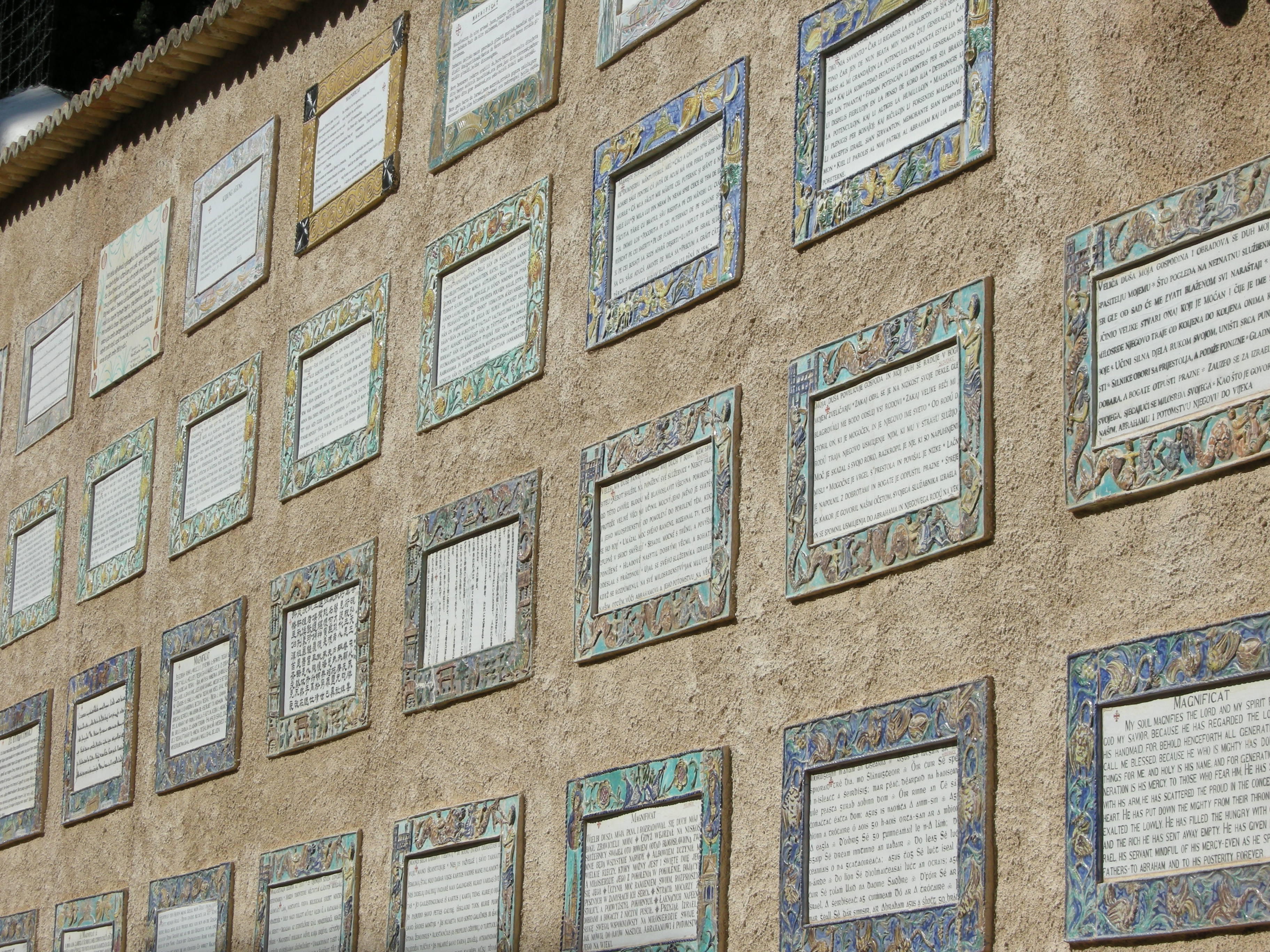
Барельефы с текстами Магнификата

Церковь расположена на крутом западном склоне холма Эйн-Карема примерно в 7 км от Старого города Иерусалима. Ниже церкви по склону находится источник, в XIV веке прозванный паломниками «родником Девы Марии».
Согласно традиции, на месте данной церкви Дева Мария произнесла свой знаменитый благодарственный гимн — Магнификат.
Первый этаж церкви занимает крипта с гротом. Этот грот заканчивается колодцем с небольшим родником, известным как «малый родник», из которого Иоанн и его родители, по преданию, пили воду.
В стене крипты за металлической решеткой находится камень с углублением, найденный при раскопках на этом месте в 30 — 40 годах XX века. Возможно, в нём святая Елисавета спрятала младенца Иоанна от воинов царя Ирода (Избиение младенцев). Над этим камнем имеется надпись на латыни: «In Hac Petra Elisabeth Johannem abscondisse traditur» («В этой скале Елизавета спрятала Иоанна»). Согласно православной традиции, место, куда убежала святая Елизавета с младенцем Иоанном, находится в 3 км западнее Эйн-Карема (там ныне находится францисканский монастырь Иоанна Предтечи в Пустыни).

## История
Существование почитаемых пилигримами мест в Эйн-Кареме, связанных с эпизодом Посещения, засвидетельствовано с первой половины VI века. На месте современной церкви стояла византийская базилика, возведение которой христианское предание связывает с царицей Еленой. В XII веке крестоносцами на её руинах была построена большая двухуровневая церковь, но после поражения крестовых походов церковь была разрушена.
Орден францисканцев выкупил руины в 1679 году. В 1862 году было получено разрешение на проведение первых раскопок. В 1938 году на руинах были проведены раскопки под руководством археолога Беллармино Багатти, которые выявили наличие фундаментов византийской базилики и церкви периода крестоносцев, которые были включены в ансамбль крипты (нижней церкви). После завершения раскопок началось строительство верхней церкви по проекту Антонио Барлуцци. Строительство шло долго, прерывалось во время Второй мировой войны. Полностью ансамбль церкви Посещения был завершён в 1958 году.

## Архитектура

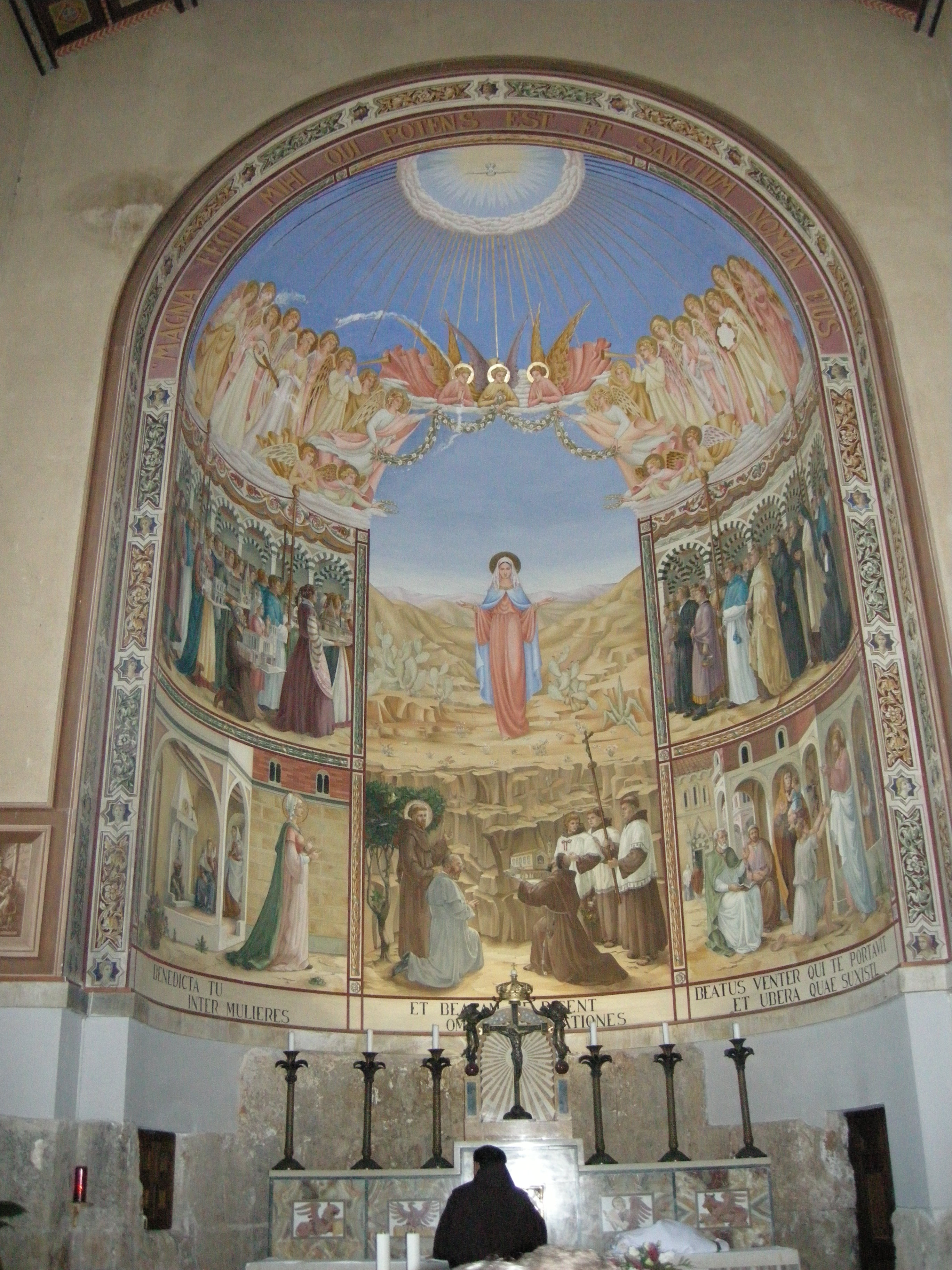
Главный алтарь верхней церкви

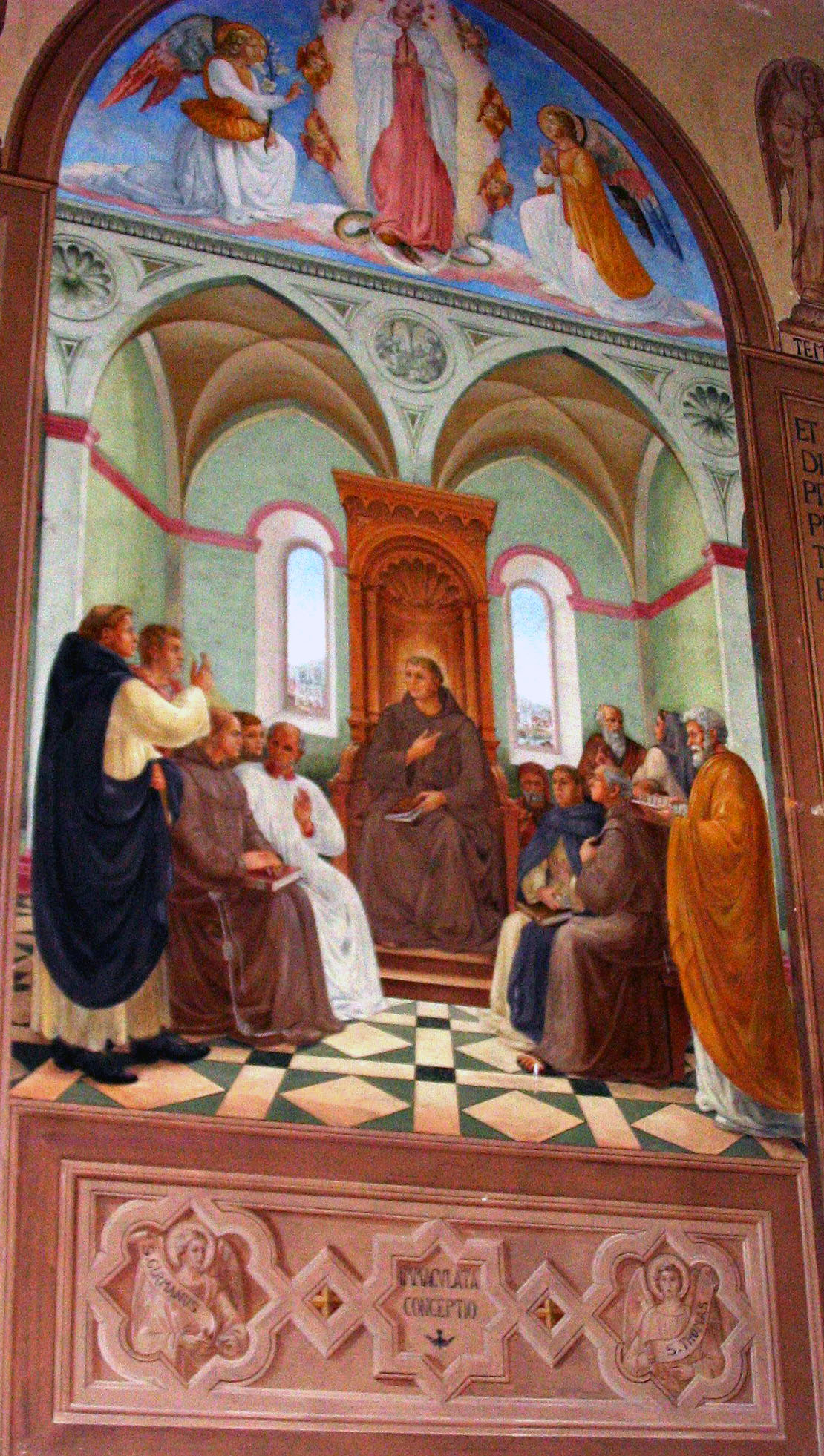
Фреска «Диспут о Непорочном зачатии»

Архитектурный ансамбль церкви Посещения состоит из клуатра, крипты (нижней церкви), верхней церкви и зала крестоносцев. с северной стороны клуатра находится византийская цистерна (VI—VIII вв.). Стены клуатра украшены барельефами с текстами Магнификата на 42 языках.
Центром нижней церкви является почитаемый с раннехристианских времён грот с колодцем (VI — ХII вв.) и малым родником. Церковь представляет собой небольшую, почти квадратную в плане капеллу, врубленную в толщу горы своей алтарной частью.
Верхняя церковь, созданная по проекту Барлуцци, богато украшена фресками авторства Ц. Вагерини. Сюжеты фресок на пяти больших панно посвящены Деве Марии: «Эфесский собор, провозгласивший Марию Богородицей»; «Покровительница всех верующих»; «Посредница и Заступница» — сцена свадьбы в Кане Галилейской; «Патронесса христиан» — папское благословение на битву при Лепанто и «Непорочная Приснодева» — диспут о Непорочном зачатии. Своды апсиды над главным алтарём украшает живописное изображение Девы Марии в окружении ангелов и святых.
Пол пресвитерия и нефа покрыт мозаичными панно. С южной стороны церкви находится хорошо сохранившийся зал крестоносцев.